# Alto Malcantone
Alto Malcantone – miejscowość i gmina w południowej Szwajcarii, w kantonie Ticino, w okręgu (distretto) Lugano, siedziba administracyjna powiatu (circolo) Breno. Powstała 13 marca 2005 w wyniku połączenia gmin Arosio, Breno, Fescoggia, Mugena i Vezio.

## Demografia
W Alto Malcantone mieszka 1385 osób. W 2022 roku 8,5% populacji gminy stanowiły osoby urodzone poza Szwajcarią.